# Gaspar Riera i Moragues
Gaspar Riera i Moragues (Estellencs, Mallorca, 9 de maig de 1922 - Palma, 10 de juny de 1993) fou un pintor mallorquí. La seva obra pictòrica es va caracteritzar, segons els entesos, per la simplificació, l'equilibri i el silenci del paisatge.

## Biografia
Fill de carboners, va néixer a Estellencs, poble que va abandonar per formar part dels Blauets de Lluc i posteriorment es va establir a Palma als vint anys. Va treballar a un hotel a Cala Major durant deu anys, més endavant va fer feina a la redacció del diari Ultima Hora com a corrector i a la Llibreria Tous com a comptable. Mentrestant es dedicava a pintar, escriure i dibuixar de manera autodidacta.

## Obra
En total, la seva creació pictòrica consta d'uns 1200 olis, desenes de aquarel·les, guixos, pastels i ceres, monotips, algunes peces de ceràmica, quaderns de dibuixos i un nombre important d'arxivadors i carpetes, actualment en procés de catalogació i inventari.
D’altra banda, l’obra literària esta formada per unes memòries manuscrites, més de 300 poemes, llibres manuscrits de poesia i dues monografies, una d'elles dedicada a Estellencs. Finalment, l'obra fotogràfica consta de més de 8000 fotografies en blanc i negre, fetes al llarg dels anys de les seves caminades per Mallorca, també en procés de catalogació.

## Etapes artístiques
La seva obra pictòrica es caracteritza per una paleta de colors plena d'amplitud i diversitat, no només en l'obra plàstica, sinó també en la literària i la fotogràfica.

### Aprenentatge (1940-1960)
Des de la seva joventut va combinar de manera autodidàctica el coneixement de les Belles Arts i mostrà especial facilitat pel dibuix i la coloració. Pinta, prova, experimenta i dibuixa, sempre dins el marge que li deixen el seu treball i la família. Sortia amb la maleta de pintor molts diumenges pels voltants de Palma i Estellencs, creant molts quadres petits, fruit del seu treball de camp.

### Paisatgisme a l'ús (1961-1965)
Començà a treballar formats grans, del 10 al 30, amb una atracció especial pels arbres, en concret el pins de la Mediterrània, emprant sense distinció pinzell i espàtula per aconseguir efectes totalment nous per a l'època. El seu poble, Estellencs, és pintat repetidament des de molts punts de vista i amb una diversitat que mostra la bellesa i la potència del paisatge d'aquest poble.
El maig de 1962 fa la seva primera exposició pública a la galeria Kira, situada davant l'Església de Sant Miquel (Palma).

### Paisatgisme insòlit (1966-1974)
Aquesta etapa se centrà en el paisatge mallorquí, en especial del Pla de Mallorca. Un treball de camp, fet diumenge a diumenge, en què trepitja les planes de Petra, Sineu, Ariany, Vilafranca i Manacor, cercant la bellesa amagada d'aquests llocs. Introdueix, elements abstractes en la seva obra, on la composició sempre ha tingut un paper fonamental, ja que entenia el quadre com la transposició d'una realitat vista a través dels seus ulls, i per tant, atesa la seva formació cultural clàssica, en perfecte equilibri. En les seves exposicions a Grife & Escoda (1966) i al Cercle de Belles Arts (1967) la crítica ja parlava d'una nova concepció del paisatge mallorquí.
Aquí apareixien alguns dels elements definidors d'aquest estil. Els cels ja es mostren purament blaus, ennigulats del seu blanc definitori. Les muntanyes, i la seva aproximació a les terres, duen una suau separació mitjançant una línia blanca que als pocs mesos serà abandonada i els arbres ja apareixem definidors dels termes i sense soca. S'abandona la tela de lli i es pinta directament sobre tela de sac preparada, al efectes d'aconseguir textures noves. El color s'emborratxa i apareixen noves i noves possibilitats i visions d'uns camps oblidats per a tots.
Del 1968 es conserven gran quantitat de dibuixos fets amb retolador i bolígraf, traçats directament en viu, i que constitueixen la matèria primera on el pintor treballarà posteriorment al seu estudi per a donar compte de la seva important producció. L'exposició de febrer del 1968, novament al Cercle de Belles Arts, constitueix, amb 17 olis i 19 monotips, el cim del procés d'avaluació i reelaboració del paisatge mallorquí.
Les exposicions fetes a la Llibreria Tous des del 1972 confirmaven la línia traçada amb anterioritat, si bé trobem una foscor als colors i unes perspectives enormement avantguardistes, recuperant unes dimensions mes petites de la seva obra. Son els moments de major compromís polític, emmarcants dins un antifeixisme clar, però que fuig del protagonisme, i inclús, d'aparèixer a la foto. El pintor segueix essent un treballador cultural, ja que s'encarrega de la construcció dels marcs dels quadres, de la confecció, impressió i distribució dels catàlegs, i quan es venia un quadre ell mateix el duia a la casa del comprador. Exposa novament a Ses Voltes i al Casal Solleric, a l'Antologia de la Pintura del segle xx.

### Classicismenaïf(1975-1993)
Ricardo Lloret, propietari d'una petita galeria d'art a Barcelona, el convenç de fer feina amb un marxant que li possibilitaria oblidar-se de la promoció de la seva obra i dedicar-se a la seva feina artística. Aquesta relació ja no s'aturaria fins a la seva mort. El conservadorisme artístic de Lloret no va deixar espai per una nova evolució de l'obra del pintor, que així començava la seva etapa més naïf. Els quadres d'aquesta època són correctes i brillants, d'influència puntillista, però es perd el treball d'investigació i innovació desenvolupat en anys anteriors; malgrat tot, és l'etapa més coneguda i representativa del pintor. Des de llavors, les galeries on exposa arreu de Mallorca i el petit format dels quadres fa que sigui conegut dins determinats ambients, però l'allunya de les avantguardes a les que havia estat lligat als finals del seixanta.

### Fase experimental (anys 90)
Finalment, cal fer referència a una sèrie de quadres, realitzats el 1991, per encàrrec de Ricardo Lloret, on el pintor treballa en unes variacions paisatgístiques que utilitzen colors forts, dins un estil prou interessant i avantguardista que no va tenir, malauradament, continuïtat.

## Principals Exposicions
- Galeries Kira (Palma, 1962)
- Cercle de Belles Arts de Palma (1963, 1968, 1975, 1978 i 1979)
- Sala Minorica (Palma, 1963)
- Galeria Grifé & Escoda (Palma, 1966)
- Llibreria Tous (Palma, 1972)
- Galeria Latina (Florida, Estats Units, 1979 i 1980)
- Es Cau (Manacor, 1980)
- Salo Mercantil (Inca, 1980)
- Scala (Barcelona, 1981)
- Galeria Jaume III (Palma, 1983, 1984 i 1985)
- Santa Maria del Mar (Barcelona, 1985)
- Sala Bertran (Barcelona, 1985 i 1988)
- Museu de Sóller (1986)
- Banca March (Palma, 1986 i 1987)

## Reconeixements
- L'Ajuntament de Palma, en el Ple municipal del 24 de juny de 1993 li va atorgar el nom d'un carrer al barri de Cala Major, prop de l'hotel on hi va fer feina. També es va aprovar la celebració d'una exposició antològica de la seva obra, però no es va arribar a dur a terme.

- El 9 de maig de 2022, amb motiu del centenari del seu naixement, van iniciar-se una sèrie d'actes commemoratius patrocinats pel seu fill, Miquel Àngel Riera, iniciats amb la inauguració d'una exposició a Palma d'una selecció de la seva obra pictòrica.[3][4][5] Posteriorment l'exposició va girar arreu de Mallorca per donar a conèixer la seva obra, sovint acompanyada d'altres actes commemoratius relacionats.[6][7][8] La iniciativa va ser guardonada amb un dels premis a la protecció del patrimoni d'ARCA Patrimoni.[9]

- El 17 de novembre de 2023 li fou concedida a títol pòstum la Medalla d'Honor i Gratitud del Consell Insular de Mallorca, en reconeixement de la seva extensa trajectòria artística. La distinció fou recollida pel seu fill, Miquel Àngel Riera Ximenis.[10][11][12]